# Диди-Тонети
Диди-Тонети (груз. დიდი თონეთი) — село в Тетрицкаройском муниципалитете в Грузии. Расположено в 15 километрах к северу от районного центра Тетри-Цкаро, на южном склоне Триалетского хребта на высоте 1280 метров над уровнем моря.
Согласно переписи населения 2014 года в деревне проживает 499 человек. Национальный состав по переписи 2014 г.: грузины 99 %

## История
Известно с XVII века.

## Достопримечательности
Церковь Святого Георгия на деревенском кладбище (XVIII век).

## Известные жители
Родился Вахтанг Котетишвили (1893—1937) — в будущем известный грузинский учёный-искусствовед.